# Mount Moa
Mount Moa är ett berg i Antarktis. Det ligger i Östantarktis. Australien gör anspråk på området. Toppen på Mount Moa är 2 031 meter över havet, eller 302 meter över den omgivande terrängen. Bredden vid basen är 3,4 km.
Terrängen runt Mount Moa är kuperad västerut, men österut är den bergig. Moa ligger uppe på en höjd som går i nord-sydlig riktning. Trakten är obefolkad. Det finns inga samhällen i närheten.